# Пантанал (телесериал, 2022)
«Пантанал» (порт. Pantanal) — бразильская теленовелла, разработанная разработчиком Бруну Лупери на основе одноименной теленовеллы 1990 года, созданной создателем Бенедиту Руи Барбосой. В главных ролях Аланис Гильен, Жезуита Барбоза, Маркус Палмейра, Дира Паес и Жосе Лорету. Сериал вышел в эфир на канале TV Globo с 28 марта по 7 октября 2022 года в количестве 167 серий.

## Сюжет
Главный герой сериала Жовентину отправился на поиски своего отца, которого мать всю жизнь считала мертвым. В небольшом поселении мальчики столкнулись в битве за любовь отца. Но самым большим открытием для него стала встреча с привлекательной Жуммой Маруа, которая была родственницей его семьи.

## В ролях
- Маркус Палмейра - Жосе Леонсиу
- Дира Паес - Филомена Апаресида (Фило)
- Жезуита Барбоза - Жовентину Новаес Леонсиу (Юпитер)
- Аланис Гильен - Жума Марруа
- Ирандхир Сантус - Жосе Лукас Леонсиу / Жосе Лукас де Нада / Жовентину Леонсиу (молодой)
- Камила Моргаду - Ирма Брага Новаес
- Жосе Лорету - Тадеу Апаресиду Леонсиу
- Изабель Тейшейра — Мария (Мария Бруака)
- Мурилу Бенисиу - Тенориу Перейра Сантос
- Осмар Праду - Жовентину Леонсиу
- Камила Моргаду — Ирма Брага Новаес
- Белла Кампус — Рут де Лурдес (Муда)
- Гиту - Тиберио Кавальканте
- Габриэль Сатер - Сереу Триндаде (Триндаде)
- Жулиану Казарре — Алсидес
- Сильверу Перейра - Сакариас Араужу ду Насименту (Сакье)
- Сельма Эгрей - Мариана Брага Новаес
- Паула Барбоза — Жозефа (Зефа)
- Юлия Далавиа - Мария Августа (Гута)
- Лукас Лету — Марселу
- Алин Борхес — Зулейка
- Габриэль Сантана — Ренату
- Кауэ Кампус - Роберту
- Клаудиу Гальван — Ари
- Альмир Сатер - Эуджениу
- Томми Скьяву - Жоау Зойньу
- Луччи Феррейра — Дави
- Марелис Родригес — Матильде

## Производство
6 сентября 2020 года телеканал TV Globo объявил, что будет выпускать новую версию Пантанала. Бруну Лупери, внук Бенедиту Руи Барбозы, был объявлен автором новой версии. Съемки начались в августе 2021 года. Съемки первой части сериала завершились в декабре 2021 года.

### Кастинг
Первые актеры сериала были объявлены в июле 2021 года. 19 сентября 2021 года Аланис Гильен была утверждена на главную роль.

## Рейтинги
| Сезон | Временной интервал (BRT)  | Эпизоды | Премьера      | Премьера           | Финал          | Финал              |
| Сезон | Временной интервал (BRT)  | Эпизоды | Дата          | Зрители (миллионы) | Дата           | Зрители (миллионы) |
| ----- | ------------------------- | ------- | ------------- | ------------------ | -------------- | ------------------ |
| 1     | понедельник-суббота 21:15 | 167     | 28 марта 2022 | 28.3               | 7 октября 2022 | 34.0               |